# Per Kirkeby

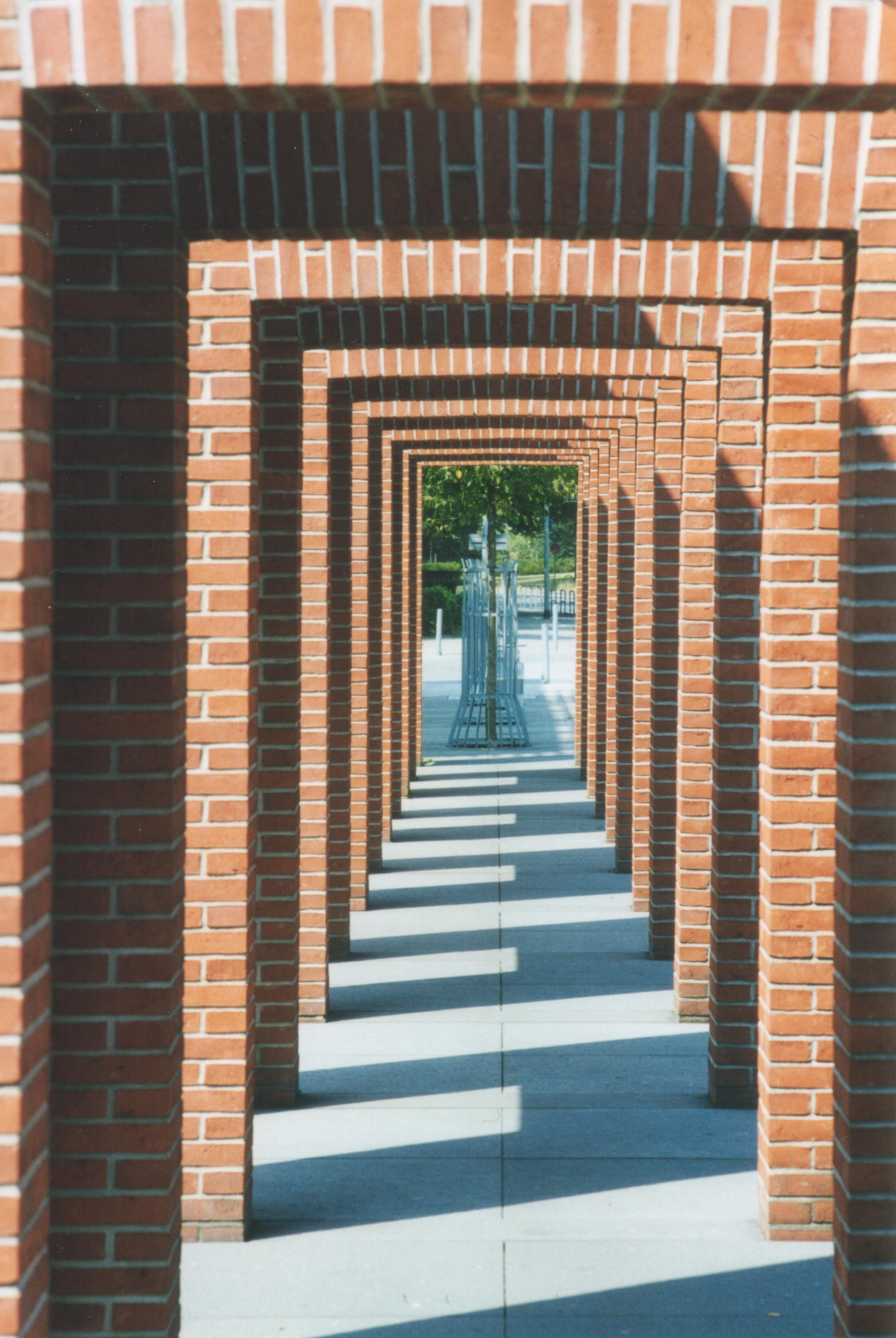
Tegelstensskulptur av Per Kirkeby framför Tyska Nationalbiblioteket i Frankfurt/Main, Tyskland.

Per Kirkeby, född 1 september 1938, död 9 maj 2018 i Köpenhamn, var en dansk målare, författare, grafiker och skulptör.
Per Kirkeby utbildade sig till geolog och var med på en expedition till Grönland.
Som konstnär började han med popkonst och målade ofta på masonit. Han har gjort happenings och film tillsammans med Bjørn Nørgaard. Dessutom ägnade han sig åt att måla i olja och skulptera i brons och mursten. Under 1980-talet slog han igenom internationellt. Han har ställt ut i de flesta huvudstäder i världen, samt haft offentliga uppdrag. I Sverige har han bland annat ställt ut på Moderna Museet (1990), och på Magasin 3 (1999). Han är representerad i många museer världen över, och hans tegelskulpturer finns på ett flertal platser i Sverige, bland annat på Skeppsholmen i Stockholm, i Falkenberg vid Ätran intill Söderbron och på torget i Höganäs. Per Kirkeby har också givit ut diktsamlingar, romaner och essäer. 
Per Kirkeby var medlem av Danska akademien sedan 1982. Han har tilldelats danska Dannebrogorden och 1987 Thorvaldsenmedaljen. År 1993 fick han Ars Fennica-priset.
Han är representerad vid bland annat Göteborgs konstmuseum och Moderna museet.
Per Kirkeby har fyra barn, två döttrar och två söner. Han var från 2005 och fram till sin död gift med Mari Anne Duus Jørgensen.

## Bildgalleri

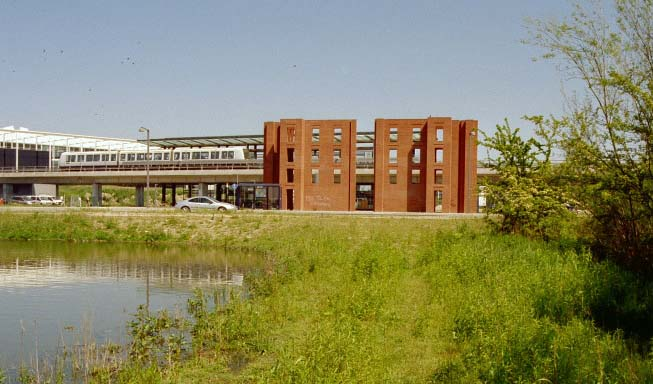
Murstensskulptur i Ørestad i Köpenhamn
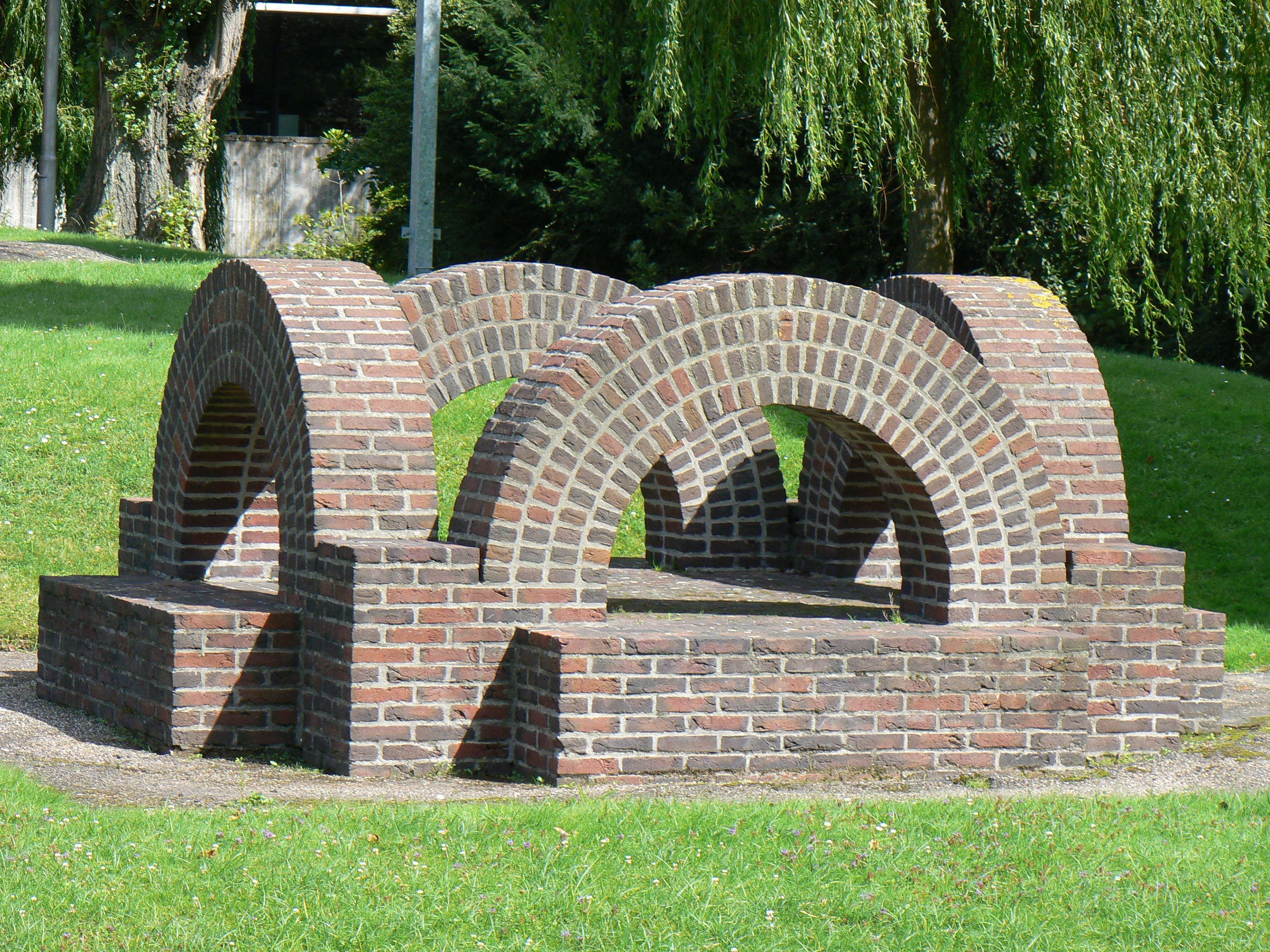
Skulptur i Rotterdam
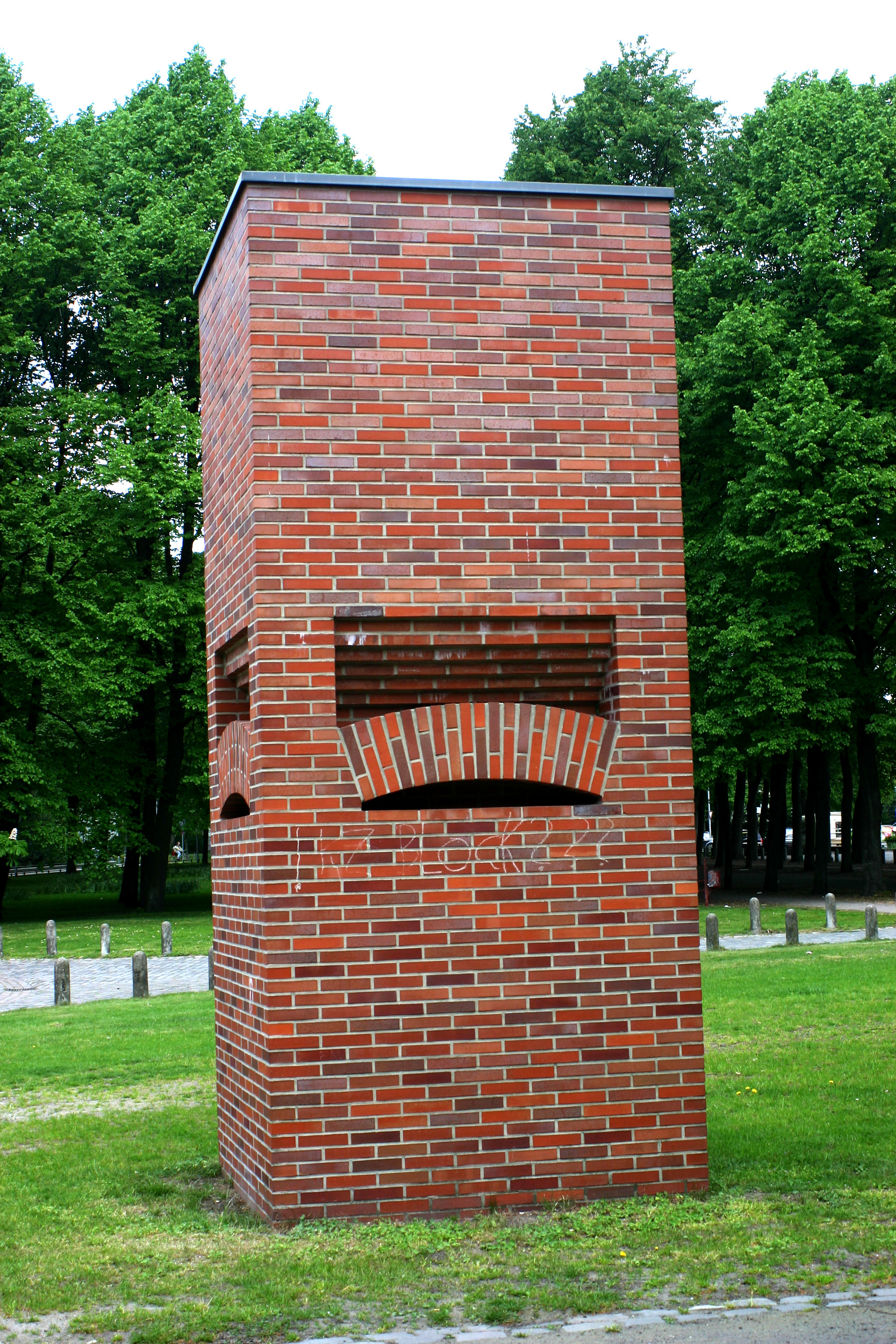
Schlossplatz i Münster vid Zoologischen Institut
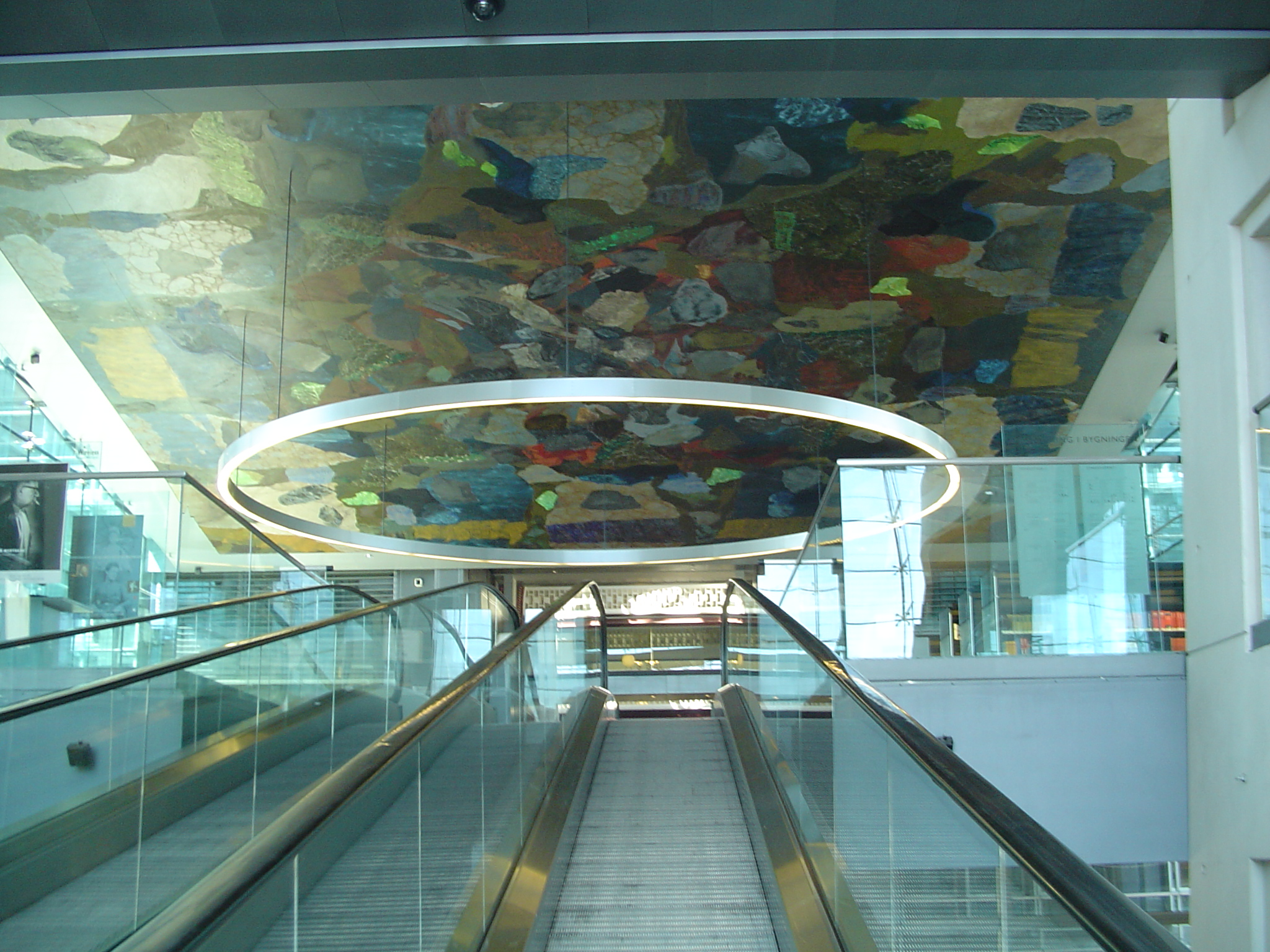
Utan titel fresk i Den Sorte Diamant i Köpenhamn
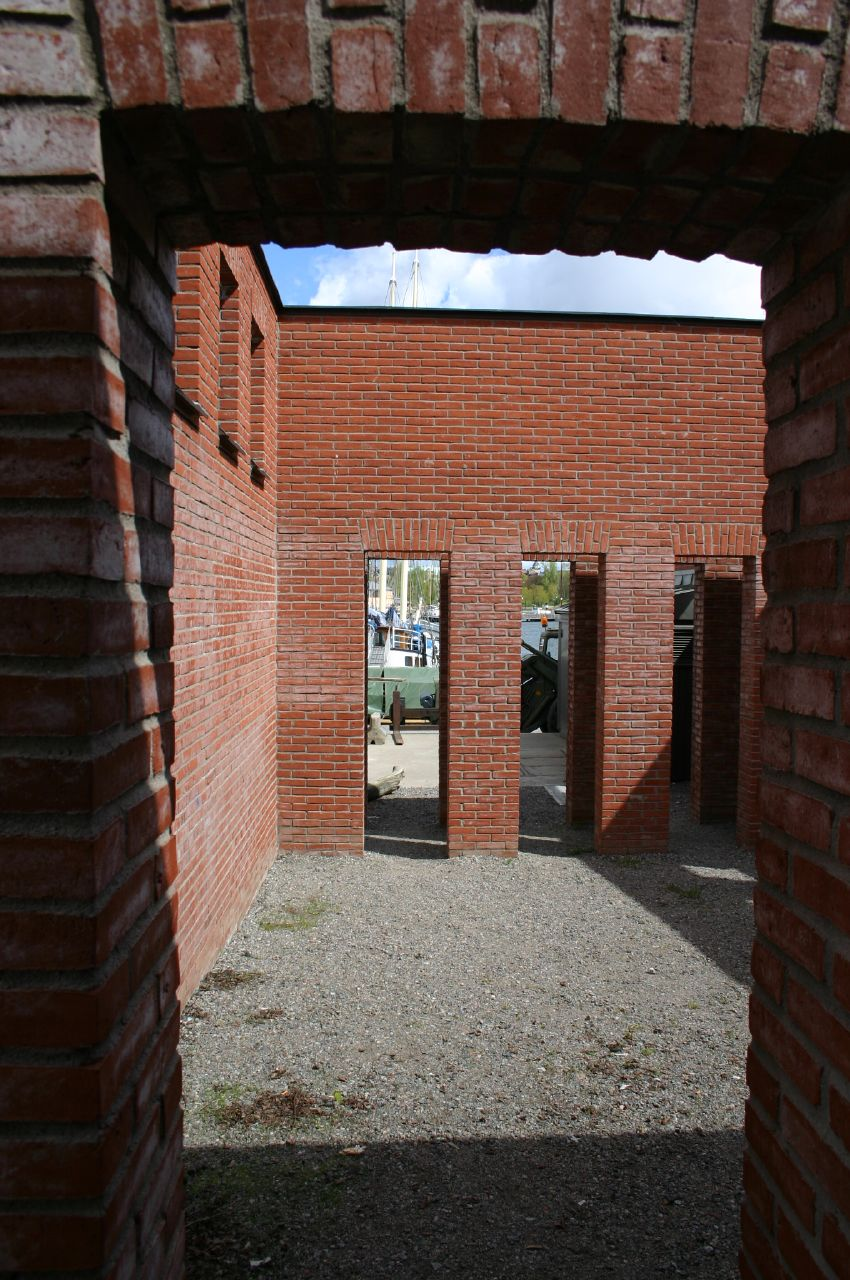
Utan titel i Skulpturparken vid Moderna museet i Stockholm
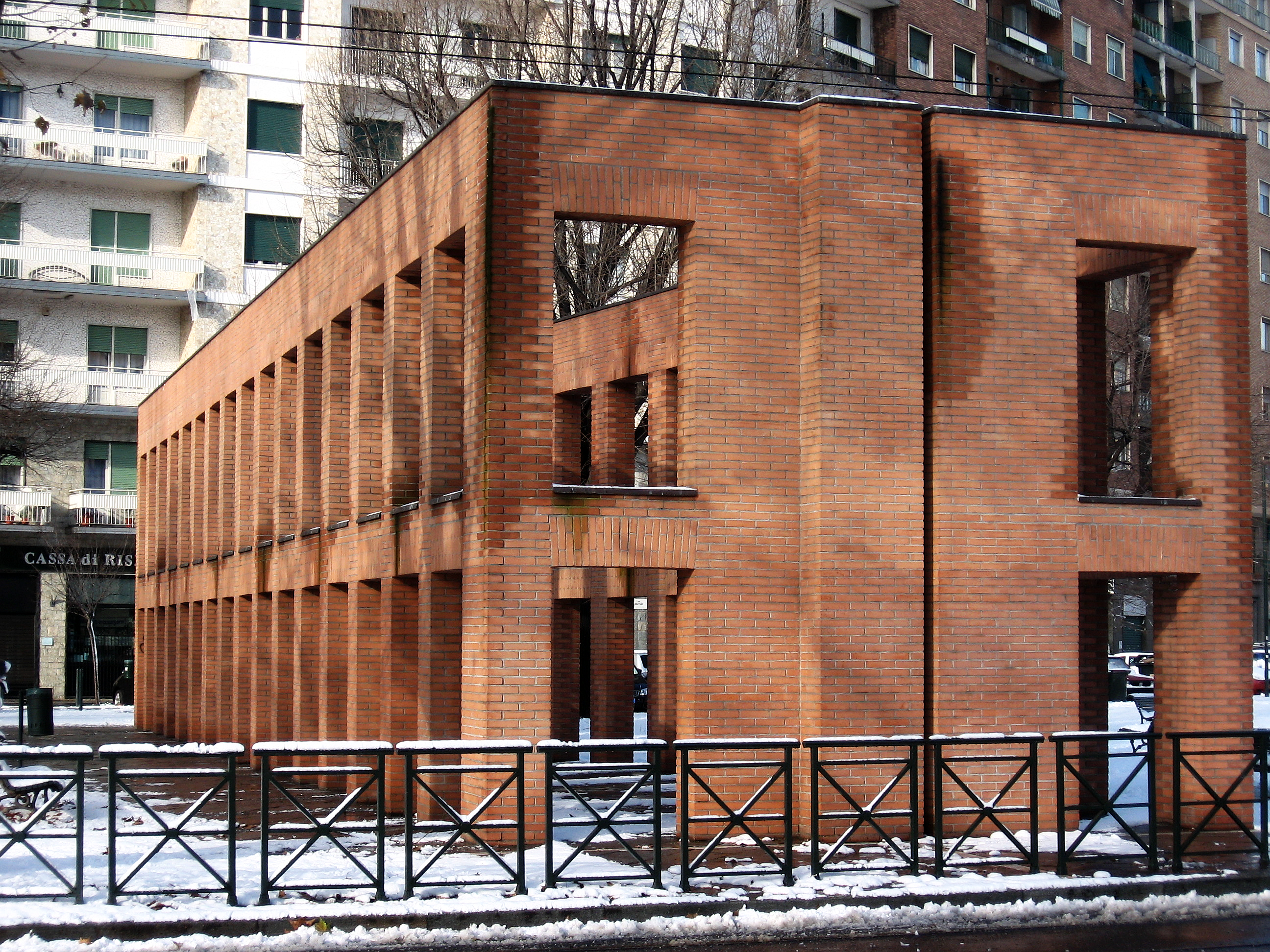
Verk i Turin i Italien
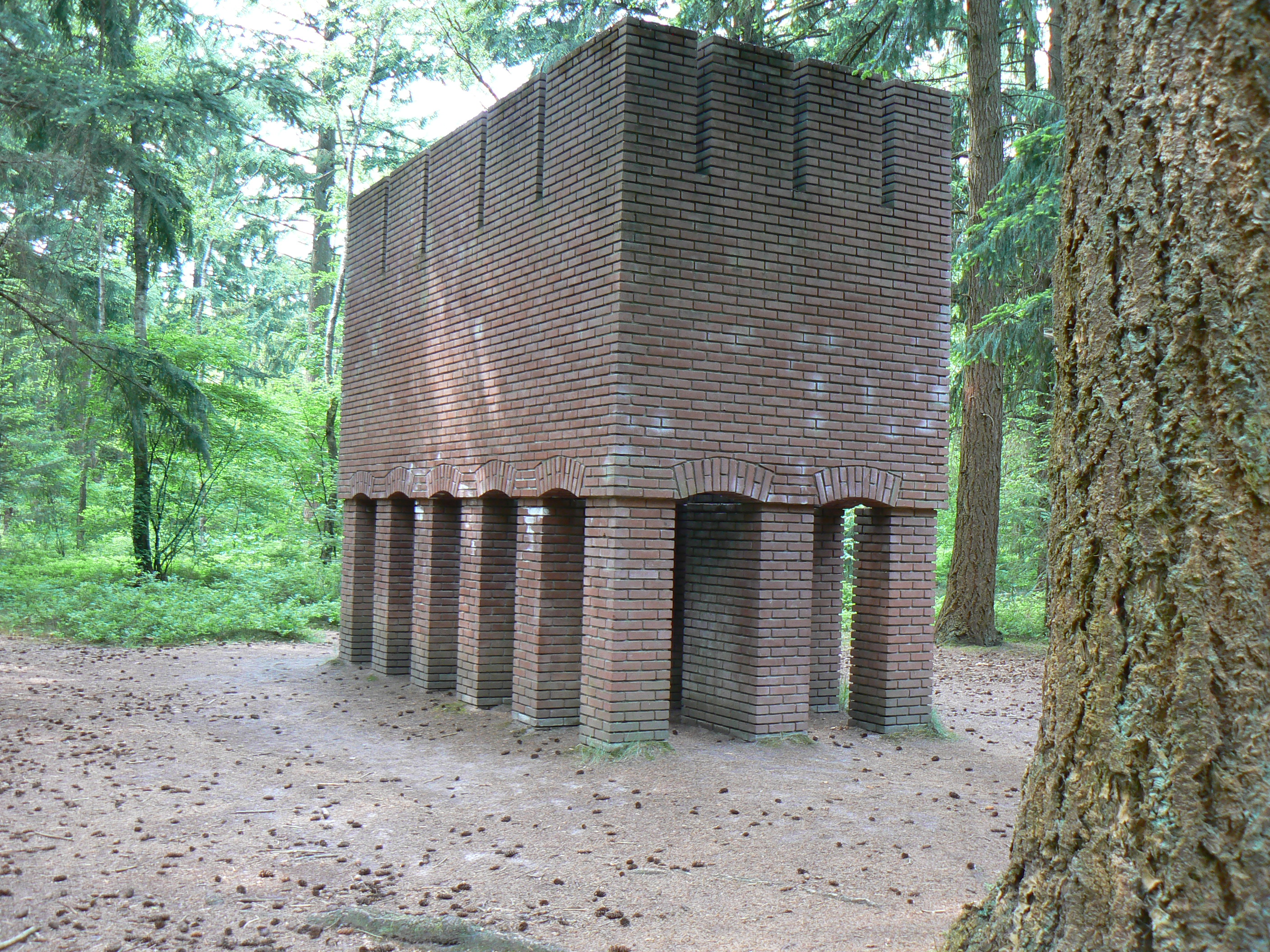
Verk i Skulpturparken KMM i Nederländerna